# Lex Immers
Alexander Immers (La Haya, Países Bajos, 8 de junio de 1986), más conocido como Lex Immers, es un exfutbolista neerlandés que jugaba de centrocampista.

## Trayectoria

### Inicios
En su juventud, jugó para varios clubes de La Haya, incluyendo los clubes amateur LENS y Vredenburch. El ADO se mostró impresionado por sus habilidades, y firmó un contrato con ellos y comenzó a jugar con las reservas del club.

### ADO Den Haag
Hizo su debut profesional el 24 de agosto de 2007, ingresando en el minuto 74 en el empate como visitante 2-2 ante el RKC Waalwijk. Una semana después renovó su contrato con ADO, extendiendo su estadía en el club de La Haya por dos años más.
El 21 de marzo de 2011 fue multado por el ADO por hacer comentarios sobre los judíos (el sobrenombre de los simpatizantes del Ajax) en un evento con los hinchas del ADO luego de un partido en que el club de La Haya venciera al Ajax 3-2. El incidente fue grabado en video y publicado en internet.  Más adelante, Immers se disculpó públicamente en el sitio web del ADO.

### Feyenoord
El 5 de junio de 2012 fichó por el Feyenoord por un monto se cree alcanzó el millón de euros y los servicios del joven jugador Kevin Jansen.

## Clubes
| Club                          | País         | Año       |
| ----------------------------- | ------------ | --------- |
| ADO Den Haag                  | Países Bajos | 2007-2012 |
| Feyenoord                     | Países Bajos | 2012-2016 |
| Cardiff City F. C. (préstamo) | Gales        | 2016      |
| Cardiff City F. C.            | Gales        | 2016-2017 |
| Club Brujas                   | Bélgica      | 2017      |
| ADO Den Haag                  | Países Bajos | 2017-2020 |
| NAC Breda                     | Países Bajos | 2020-2021 |